# 真夜中は純潔
「真夜中は純潔」（まよなかはじゅんけつ）は、日本のシンガーソングライター・椎名林檎による楽曲。2001年3月28日に東芝EMI（当時）より発売された7枚目のシングルの表題曲として発表された。先行発売として、本作のアナログ盤が一週間早い3月16日に発売された。

## 概要
本作は椎名とはデビュー以来の付き合いであったアレンジャー兼ベーシストの亀田誠治の手を離れて制作された初の作品であり、表題曲「真夜中は純潔」は、東京スカパラダイスオーケストラが編曲を担当している。カップリング曲には、デビューアルバム『無罪モラトリアム』収録曲を服部隆之による別アレンジでレコーディングした「シドと白昼夢」と森俊之が編曲を担当した「愛妻家の朝食」を収録。
収録曲は「夜・昼・朝」の順に並べられ、振り仮名は全てカタカナでふられている。各曲とも別の演奏グループにより演奏され、それぞれ東京スカパラダイスオーケストラに倣い、すべて「○○パラダイスオーケストラ」と表記されている。
表題曲「真夜中は純潔」は三枚目のアルバム『加爾基 精液 栗ノ花』に「愛妻家の朝食」と共に収録される予定であったが、制作中に世界観が合わないと判断されて見送られた。そのためか、長らくオリジナル・アルバムにも未収録状態が続いていたが、2019年11月13日発売の初の公認オールタイム・ベストアルバム『ニュートンの林檎 〜初めてのベスト盤〜』において、晴れて初収録となった。
本作発表とともに椎名は産休に入り、一時活動を休止する。
初回限定盤のみ、帯に「リンリン生唾ブロマイド」付き。

## ミュージック・ビデオ
表題曲「真夜中は純潔」のミュージック・ビデオは、番場秀一のディレクションにより全編アニメーションで製作されている。元々は実写で撮影されるはずだったが、衣装合わせの段階で椎名の妊娠が判明したため、急遽アニメーションに変更された。
ミュージック・ビデオには椎名自身が演じるはずだった女性主人公とサイボーグ猫として彼女の愛猫「ゲーテ」、そして彼女と戦う悪の組織が登場するほか、東京スカパラダイスオーケストラのメンバーがカメオ出演している。また女性キャラクターが持つ通信機は、彼女がピザ屋でアルバイトしていた頃の初任給で買った私物のバンドネオンを元に描かれた。女性キャラクターは、椎名そっくりだが実は違うキャラクターという設定になっており、一般公募により「潔純 真夜（きよずみ まよ）」と命名され、フィギュアも作られた。悪役側の禿頭・髭面のボス役については、椎名は当初、彼女の当時のバックバンドのキーボーディストだった皆川真人に依頼するつもりだった。彼は以前、椎名に「何でもやるからね」と言っており、それならばということで、まだ実写で撮る予定だった段階では彼に演じてもらうつもりだった。そのため、本作品のレコーディングには全く参加していないにもかかわらず、実写からアニメに変更された後も絵としてだけ参加することとなった。

## 収録曲
1. 真夜中は純潔
この楽曲はデビュー前に既に書かれていたもの。編曲は東京スカパラダイスオーケストラであるが、演奏のクレジットには「新東京スカパラダイスオーケストラ」と表記されている。3rdアルバムに収録される予定だったが見送られた。
ライブでの初演は2003年に行われたライブツアー「椎名林檎 実演ツアー 雙六エクスタシー」。
4枚目のオリジナルアルバム『三文ゴシップ』に収録されている「密偵物語」は本楽曲の続編という位置付けである。
2. シドと白昼夢
デビューアルバム『無罪モラトリアム』収録曲の別バージョン。
セカンドアルバム『勝訴ストリップ』収録の「浴室」と共に最初のイメージとアルバムに入れる際のイメージが2つに分かれた曲で、敢えてシンプルにレコーディングしたものを原曲の複雑な構成に戻してアレンジし直されている[3]。
前述のように、漢字全てにフリガナが振られたほか、一人称が「あたし」から「私」に変更されている。
10周年記念ライブ「椎名林檎 (生)林檎博'08 〜10周年記念祭〜」では、このアレンジで披露された。
3. 愛妻家の朝食
編曲を担当した森俊之は引き続き8thシングル「茎 (STEM) 〜大名遊ビ編〜」と3rdアルバムの制作にも参加。
演奏でアコーディオニストで世界的に有名なcobaが参加しているが、当初、椎名はその事を知らなかった。オケ（楽器による伴奏の音源）を聴いてハウス食品の商品「カレーマルシェ」のCMソングを思い浮かべたそうだが、その作曲者本人が参加している事は知らなかったという。後にcobaは、アルバム『三文ゴシップ』収録曲の「凡才肌」で編曲とアコーディオンを担当している。

詳細
| #         | タイトル         | 作詞・作曲 | 編曲                           | 時間  |
| --------- | ---------------- | ---------- | ------------------------------ | ----- |
| 1.        | 「真夜中は純潔」 | 椎名林檎   | 東京スカパラダイスオーケストラ | 4:19  |
| 2.        | 「シドと白昼夢」 | 椎名林檎   | 服部隆之                       | 3:36  |
| 3.        | 「愛妻家の朝食」 | 椎名林檎   | 森俊之                         | 3:58  |
| 合計時間: | 合計時間:        | 合計時間:  | 合計時間:                      | 11:53 |

アナログ盤
| #  | タイトル         | 作詞・作曲 | 編曲                           | 時間 |
| -- | ---------------- | ---------- | ------------------------------ | ---- |
| 1. | 「真夜中は純潔」 | 椎名林檎   | 東京スカパラダイスオーケストラ | 4:19 |
| 2. | 「シドと白昼夢」 | 椎名林檎   | 服部隆之                       | 3:36 |

| #         | タイトル         | 作詞・作曲 | 編曲      | 時間  |
| --------- | ---------------- | ---------- | --------- | ----- |
| 3.        | 「愛妻家の朝食」 | 椎名林檎   | 森俊之    | 3:58  |
| 合計時間: | 合計時間:        | 合計時間:  | 合計時間: | 11:53 |

## 演奏
| 真夜中は純潔 - 新東京スカパラダイスオーケストラ 生トランペット：ナーゴ 生トロンボーン：北原雅彦 生アルトサックス&アジテイトマン：冷牟田竜之 生テナーサックス：GAMO 生バリトンサックス：谷中敦 生ピアノ：沖祐市 電気式たて型ベース：川上つよし 電気式ギター：加藤隆志 生パーカッション：大森はじめ 生ドラム（友情出演）：茂木欣一（from FISHMANS） 愛妻家の朝食 - 全日本スケルツォパラダイスオーケストラ 生ピアノと打ち込み：森俊之 生コントラバス：渡辺等 生ドラム：沼澤尚 アコーディオン：coba | シドと白昼夢 - 東日本スウィングパラダイスオーケストラ 電気式ギター：角田順 生ウッドベース：坂井紅介 生ドラム：村上“ポンタ”秀一 電気式オルガン：倉田信雄 生トランペット：エリック宮城、佐々木史郎、林雄介、佐久間勲 生トロンボーン：中川英二郎、松本治、佐藤聡 生バストロンボーン：山城純子 生アルトサックスと生フルート：ボブ・ザング、近藤和彦 生テナーサックス：小池修、吉田治 生バリトンサックス：竹野昌邦 生ハープ：田口裕子 生ビブラフォンとグロッケン：浜田均 |